# Kurpfalzbrücke
Die Kurpfalzbrücke ist eine der Neckarbrücken in Mannheim. Sie verbindet bei Neckarkilometer 3,18 die Stadtteile Neckarstadt-West sowie Neckarstadt-Ost mit der Innenstadt und führt vom Alten Meßplatz über den Neckar zum Kurpfalzkreisel. Dort verläuft die Straße in den Luisenring bzw. den Friedrichsring. Geradeaus befindet sich die Breite Straße mit der Fußgängerzone.
Die nächste Brücke flussabwärts ist die Jungbuschbrücke, flussaufwärts der Neckarsteg.

## Geschichte
Die Kurpfalzbrücke ist nicht die erste Brücke an dieser Stelle. Es gab zwei Vorläuferbrückenbauwerke. Zuerst stand an dieser Stelle die Kettenbrücke, welche später durch die Friedrichsbrücke ersetzt wurde. Erst nach deren Zerstörung im Zweiten Weltkrieg entstand an dieser Stelle die Kurpfalzbrücke.

### Schiffsbrücke
Schon 1688 war etwa 150 m unterhalb der heutigen Brücke eine Schiffsbrücke errichtet worden. Es handelte sich dabei um nebeneinander befestigte Kähne, 1841 waren es 23, über die ein Brückensteg mit 6 m breiter Fahrbahn führte. Allerdings verursachten Flößerei und Schifffahrt vielfache Störungen, Hochwasser und Eisgang längere Unterbrechungen und führten zur Notwendigkeit eines festen Brückenbauwerks.

### Kettenbrücke
Bereits zur Zeit des Kurfürsten Carl Theodor im 18. Jahrhundert gab es Pläne für den Bau einer Brücke über den Neckar und auch in noch folgender Zeit wurde immer wieder über die Errichtung diskutiert. Die ersten Pläne für eine Kettenbrücke wurden 1824 von Wilhelm von Traitteur vorgelegt, der vergleichbare Brücken in Sankt Petersburg errichtet hatte. Letztlich dauerte es bis 1839, als die Stadt Mannheim beschloss, eine Brücke planen zu lassen. Hierzu nahm man Kontakt mit dem Ingenieur-Kapitän Georg Theodor Wendelstadt auf, der in Hameln die bis dahin größte Hängebrücke in Deutschland errichtet hatte. Gebaut wurde die Brücke dann von 1842 bis 1845 in Form einer Kettenbrücke. Durch zwei Pylone wurde auf drei Teilabschnitten insgesamt eine Strecke von 185,60 Metern überspannt (46,40 Meter – 92,80 Meter – 46,40 Meter), mit einer Fahrbahnbreite von 5,30 Metern. Mit der Bauausführung war Ingenieur Lüttich beauftragt. Insgesamt kostete der Bau 372.000 Gulden. Die Kosten wurden durch eine Maut für Ortsfremde wieder eingetrieben.
Bereits kurz darauf konnten die ersten Konstruktionsmängel festgestellt werden, welche die Eigenheiten des Neckars nicht gebührend berücksichtigten. Im Winter von 1879/1880 gefror der Neckar und das Wasser unterspülte auf der Suche nach einem neuen Weg einen der Stützpfeiler. Durch das stetige Ansteigen der Bevölkerungszahl und die Besiedelung der Neckarstadt war die Brückenbreite nicht mehr ausreichend, so dass ein Neubau erforderlich wurde.

### Friedrichsbrücke

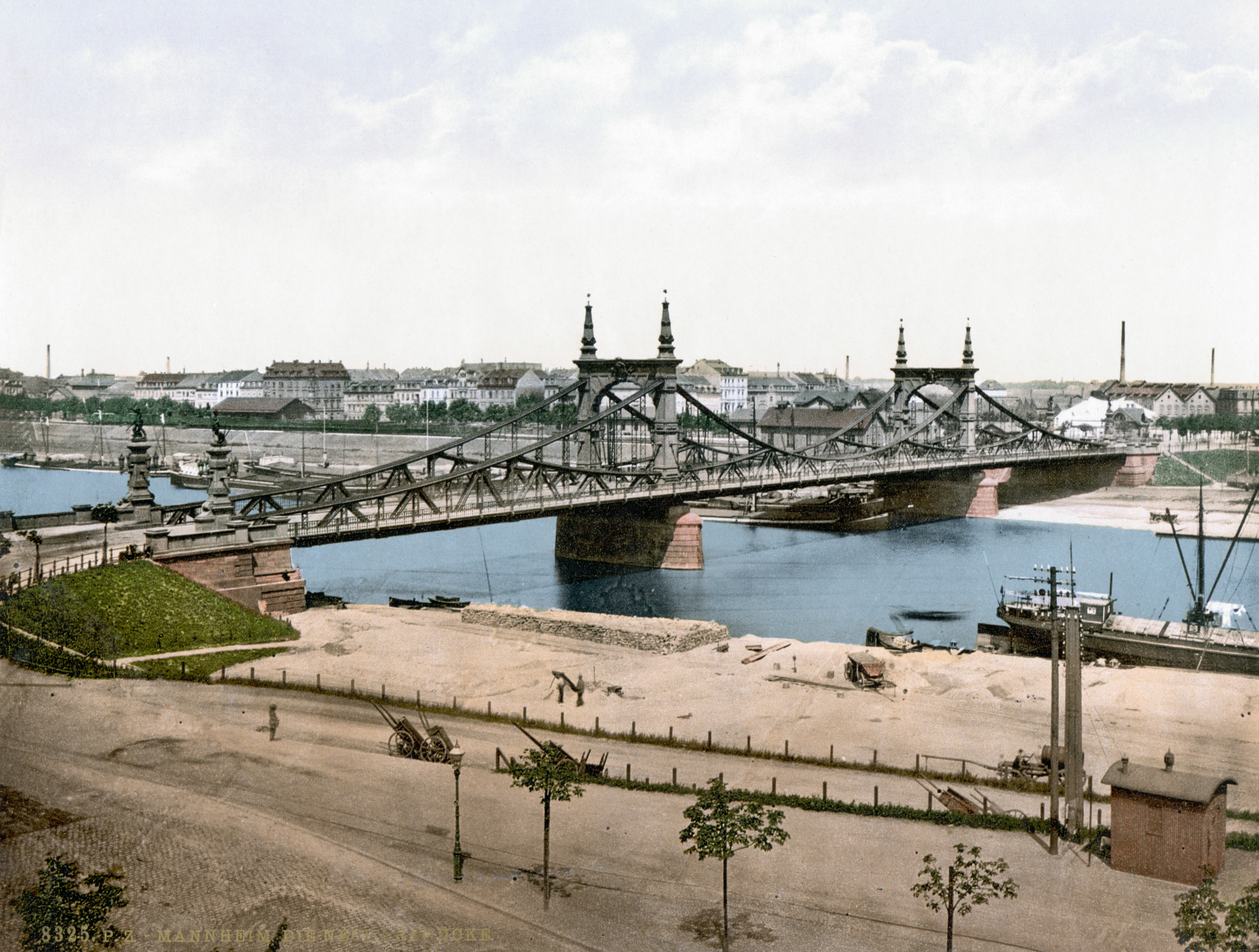
Friedrichsbrücke um 1900

In einem Ausschreibungsverfahren 1887 ging der erste Preis an die Gebrüder Benkiser in Pforzheim, die Bauunternehmung Bernatz & Grün in Mannheim und den Architekten Wilhelm Manchot. Zur Realisierung kam jedoch eine abgeänderte Version, die aufgrund des Erscheinungsbilds das zweitplatzierte Angebot einbezog, das von Heinrich Gerber und Anton von Rieppel zusammen mit dem Architekten Friedrich von Thiersch stammte. Die Bauarbeiten für den Unterbau wurden der Bauunternehmung Bernatz & Grün in Mannheim übertragen, für den Oberbau dem MAN Werk Gustavsburg. Am 29. September 1891 erfolgte die Eröffnung des 1,21 Millionen Mark teuren Bauwerks.
Sie überspannte insgesamt 187 m mit drei Öffnungen mit Stützweiten von 56,15 m – 74,70 m – 56,15 m. Die Hauptöffnung bestand aus den beiden 24,9 m langen Kragträgern und einem ebenfalls 24,9 m überspannenden Einhängeträger. Obwohl sie der Kettenbrücke äußerlich ähnlich sah, handelte es sich um eine Brücke mit Gerberträgern aus Schmiedeeisen. Benannt wurde sie nach Großherzog Friedrich I. von Baden.
Durch die Errichtung einer elektrischen Straßenbahn, die dort 1901 in Betrieb ging, wurden auf der Friedrichsbrücke Gleise verlegt. Seit 1911 stand auch der OEG-Bahnhof („Heidelberger Bahnhof“) an der südöstlichen Seite der Friedrichsbrücke. Durch die stetige Zunahme des Verkehrs wurde es erforderlich, die Friedrichsbrücke auszubauen. Man entschied sich statt eines teuren Neubaus für einen ingenieurtechnischen Spagat: Die Brücke wurde 1938–1940 längs durchgetrennt, zwei Meter weit auseinandergeschoben, in der Mitte aufgefüllt und weiter konstruktiv angepasst. So konnten mit einer Fahrbahnbreite von 13,5 m insgesamt vier Fahrspuren einschließlich Straßenbahngleisen realisiert werden. Außerdem wurden an den Enden Fußgängerunterführungen sowie auf der Stadtseite ein Verkehrsrondell mit etwa 60 m Durchmesser mit Straßenbahnhalte- und Umsteigestellen gebaut. Insgesamt kostete der Umbau, samt den neuen Zufahrten, über 1,8 Millionen Reichsmark.
Während des Zweiten Weltkrieges erhielt auch die Friedrichsbrücke Bombentreffer, am 23. September 1943 und am 9. April 1944. Letztlich zerstört wurde sie jedoch durch die Sprengung der Wehrmacht am 25. März 1945. Am 6. November 1946 eröffnete man einen Behelfssteg, der bis zum Ende des Brückenneubaus Bestand haben sollte.

### Kurpfalzbrücke
1947 erhielt dann das MAN Werk Gustavsburg den Zuschlag, für 3,8 Millionen Reichsmark eine neue Brücke an der Stelle der Friedrichsbrücke zu bauen, nachdem die Trümmer beseitigt waren. Auf Grund von diversen Bauvorgaben mussten für die damalige Zeit völlig neue Wege gegangen werden, die nicht immer unumstritten waren. Die Brücke hatte Vollwandträger und erstmals eine orthotrope Platte. Am 31. August 1950 wurde die Kurpfalzbrücke, benannt nach der Region und der Tradition Mannheims, eingeweiht.

## Zustand
Im Rahmen der regelmäßigen Bauwerksüberprüfungen 2023 und einer Erneuerung der Übergangskonstruktion wurden auf der Neckarstadtseite erhebliche Schäden im Widerlagerbereich festgestellt. Die Brücke ist daher für Fahrzeuge mit einem Gesamtgewicht über 29 Tonnen gesperrt. Es seien umfangreiche Baumaßnahmen erforderlich.

## Technische Daten
- Typ: Balkenbrücke
- Breite: 28 Meter
- Länge: 187 Meter (56,10 Meter – 74,80 Meter – 56,10 Meter)
- Höhe über Wasser: 6 Meter bei höchstem schiffbarem Wasserstand
- Bauhöhe (Mitte): 1,45 Meter
- Fahrspuren: 6 (4 für Fahrzeugverkehr, 2 für Straßenbahn)